# Suiza en los Juegos Paralímpicos de Londres 2012
Suiza estuvo representada en los Juegos Paralímpicos de Londres 2012 por un total de 25 deportistas, 15 hombres y 10 mujeres.

## Medallistas
El equipo paralímpico suizo obtuvo las siguientes medallas:
| Nombre                                       | Deporte          | Evento                        |
| -------------------------------------------- | ---------------- | ----------------------------- |
| Oro                                          |                  |                               |
| Edith Wolf                                   | Atletismo        | 5000 m T54 femenino           |
| Sandra Graf                                  | Ciclismo en ruta | Contrarreloj H3 femenino      |
| Heinz Frei                                   | Ciclismo en ruta | Contrarreloj H2 masculino     |
| Plata                                        |                  |                               |
| Edith Wolf                                   | Atletismo        | 800 m T54 femenino            |
| Edith Wolf                                   | Atletismo        | 1500 m T54 femenino           |
| Marcel Hug                                   | Atletismo        | 800 m T54 masculino           |
| Marcel Hug                                   | Atletismo        | Maratón T54 masculino         |
| Tobias Fankhauser                            | Ciclismo en ruta | Ruta H1 masculino             |
| Jean-Marc Berset                             | Ciclismo en ruta | Ruta H2 masculino             |
| Bronce                                       |                  |                               |
| Edith Wolf                                   | Atletismo        | 400 m T54 femenino            |
| Sandra Graf                                  | Atletismo        | Maratón T54 femenino          |
| Ursula Schwaller                             | Ciclismo en ruta | Contrarreloj H1-2 femenino    |
| Ursula Schwaller Jean-Marc Berset Heinz Frei | Ciclismo en ruta | Relevo por equipos H1-4 mixto |